# Plömnitz
Plömnitz ist ein Ortsteil der Stadt Bernburg (Saale) im Salzlandkreis in Sachsen-Anhalt, der zu Preußlitz gehört.

## Geschichte
Plömnitz ist ein altes Kirchdorf, welches bereits 1833 zu Preußlitz gehörte. Der Ort im Fürstentum Anhalt-Köthen wies damals 11 Häuser mit 111 Einwohnern, davon 7 Bauern, aus. In Plömnitz betrieben die Deutschen Solvay-Werke spätestens ab 1892 die Grube Antoinette als Grundlage der Bernburger Sodaproduktion. Ab 1863 lag Plömnitz im Landkreis Köthen im Fürstentum Anhalt, das 1918 zum Freistaat Anhalt wurde. 1932 kam der Ort zum Landkreis Dessau-Köthen, der 1950 in Landkreis Köthen umbenannt wurde. Am 1. Juli 1950 erfolgte die Eingemeindung nach Preußlitz.
Ab 1944 wurden auf Beschluss des Jägerstabes, unter Beteiligung des Ingenieurbüros Schlempp, unter der Tarnbezeichnung „Leopard“ ein Außenlager des KZ Buchenwald eingerichtet. Dazu kam ab Februar 1945 ein Frauenlager, deren 150 aus Ungarn stammenden jüdischen Insassen für Solvay und die Junkers-Werke Zwangsarbeit verrichteten.
Noch bis in die späten 1960er-Jahre war Plömnitz ein bedeutender Salzbergbaustandort.